# زنان در انقلاب فرانسه

در کتاب آزادی هدایتگر مردم به رهبری اوژن دولاکروا، زن آزادی مردم انقلاب ۱۸۳۰ فرانسه را رهبری می‌کند

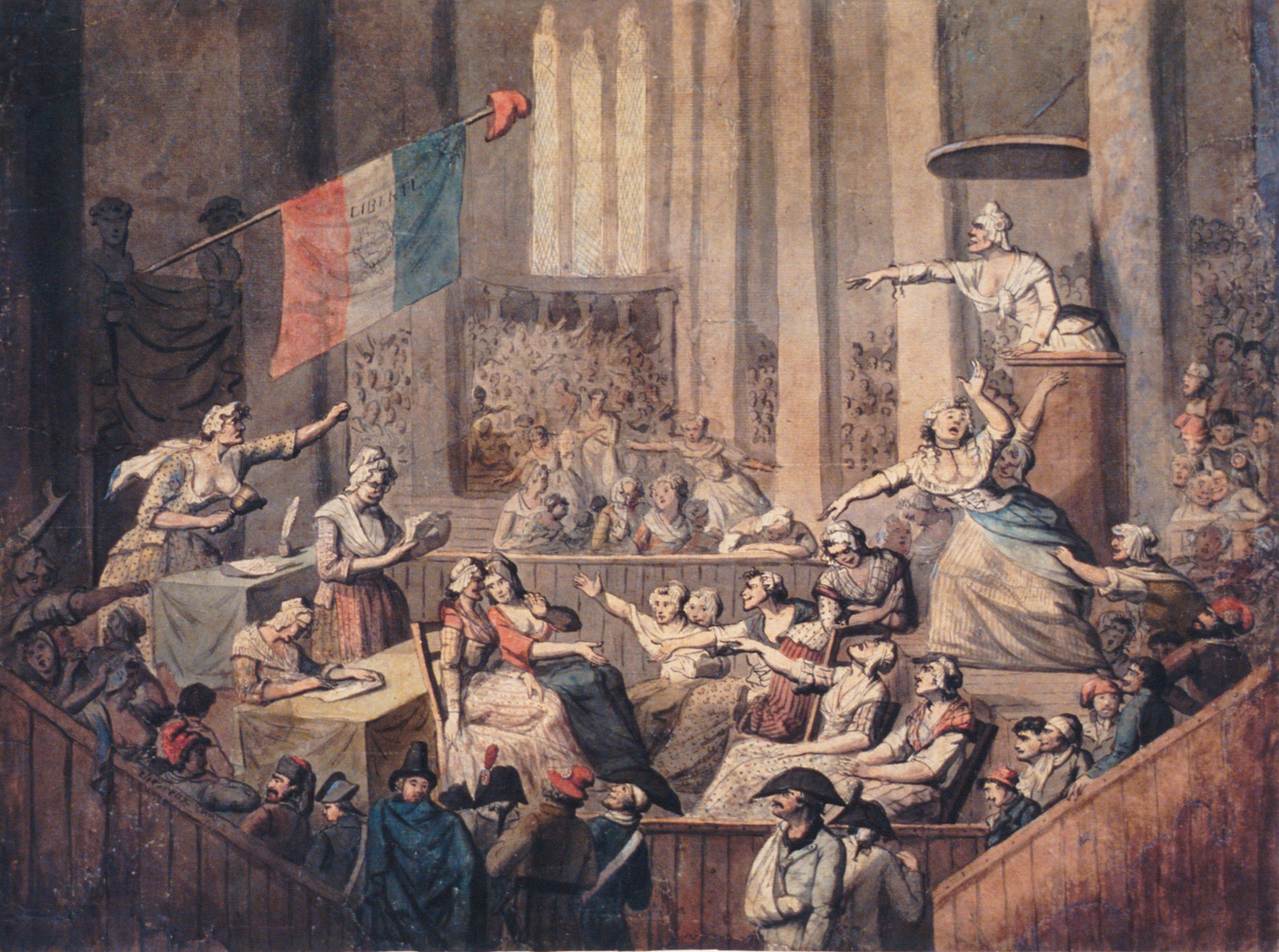
باشگاه زنان وطن‌پرست در یک کلیسا

مورخان از اواخر قرن ۲۰ در مورد چگونگی اشتراک زنان در انقلاب فرانسه و تأثیرات طولانی مدت آن بر زنان فرانسوی بحث کرده‌اند. زنان در فرانسه قبل از انقلاب از حقوق سیاسی برخوردار نبودند. آنها شهروندانی «منفعل» قلمداد می‌شدند و مجبور می‌شدند برای تعیین بهترین کار برای مردان به مردان اعتماد کنند. این امر از لحاظ نظری به طرز چشمگیری تغییر کرد زیرا ظاهراً پیشرفت‌های زیادی در فمینیسم وجود داشت. فمینیسم در پاریس به عنوان بخشی از تقاضای گسترده برای اصلاحات سیاسی و اجتماعی ظهور کرد. زنان خواستار برابری با مردان شدند و سپس به خواستار پایان سلطه مردان رفتند. وسیله اصلی آنها برای تحریک، جزوه‌ها و کلوپ‌های زنان، به ویژه انجمن زنان جمهوری‌خواه انقلابی بود. با این حال، عنصر یاکوبین در قدرت تمام باشگاه‌های زنان را در اکتبر ۱۷۹۳ از بین برد و رهبران آنها را دستگیر کرد. جنبش خرد شد. دیوانس این تصمیم را با توجه به تأکید بر مردانگی در زمان جنگ، شهرت بد ماری آنتوانت به دخالت زنانه در امور دولت و برتری سنتی مرد توضیح می‌دهد. یک دهه بعد، قانون ناپلئونی وضعیت طبقه دوم زنان را تأیید و تداوم بخشید.

## نقش‌های سنتی
زنان در فرانسه قبل از انقلاب از حقوق سیاسی برخوردار نبودند. آنها نمی‌توانستند رأی دهند یا مناصب سیاسی داشته باشند. آنها شهروندان «منفعل» تلقی می‌شدند. مجبور شدند به مردان اعتماد کنند تا تعیین کنند بهترین کار برای آنها در دولت چیست. مردان بودند که این مقوله‌ها را تعریف کردند و زنان مجبور شدند سلطه مردان را در حوزه سیاسی بپذیرند.
به زنان آموخته شد که نسبت به همسران خود و «تمام علایق او … [برای نشان دادن] توجه و مراقبت … [و] غیرت صادقانه و محرمانه برای نجات او متعهد باشند.» تحصیلات زن اغلب متشکل از یادگیری همسر و مادر بودن خوب است. در نتیجه قرار نبود که زنان در حوزه سیاسی درگیر شوند، زیرا حد نفوذ آنها تربیت شهروندان آینده بود. نقش فرومایه زنان قبل از انقلاب شاید به بهترین وجه با قانون فردریسیان، که در سال ۱۷۶۱ منتشر شد و توسط فلاسفه و نشریات روشنگری مورد حمله قرار گرفت، مثال زد.